# Solafuente
Solafuente es el nombre de una variedad cultivar de manzano (Malus domestica). Esta manzana está cultivada en diversos viveros entre ellos algunos dedicados a conservación de árboles frutales en peligro de desaparición. Esta manzana es originaria del Principado de Asturias (parroquia de Caldones en el concejo de Gijón), donde tuvo su mejor época de cultivo comercial en la década de 1960, y actualmente en menor medida aún se encuentra.

## Sinónimos
- "Manzana Solafuente",[5][7][8]
- "Poma Solafuente".

## Historia
Asturias presenta unas condiciones de clima y de suelos excelentes para el cultivo del manzano. De hecho, hasta mediados del siglo XX Asturias era la mayor productora de manzana de toda la península ibérica. Sin embargo, esa situación cambió como consecuencia de la aparición de nuevas zonas de cultivo en el nordeste peninsular y, sobre todo, a que en Asturias no se concretaron canales de comercialización adecuados.
'Solafuente' es una variedad del Principado de Asturias. El cultivo del manzano en Asturias en superficies importantes se remonta a principios del siglo XX. Las plantaciones originales se realizaron con variedades indígenas ('Amandi', 'Carapanón', 'Chata Blanca', 'Reineta Caravia', 'Reineta Encarnada de Asturias' y otras), posteriormente se dio paso a otras variedades extranjeras como la 'Reineta de Canadá' que es la más cultivada actualmente en 2020.
'Solafuente' está considerada incluida en las variedades locales autóctonas muy antiguas, cuyo cultivo se centraba en comarcas muy definidas. Se caracterizaban por su buena adaptación a sus ecosistemas y podrían tener interés genético en virtud de su adaptación. Se encontraban diseminadas por todas las regiones fruteras españolas, aunque eran especialmente frecuentes en la España húmeda. Estas se podían clasificar en dos subgrupos: de mesa y de sidra (aunque algunas tenían aptitud mixta).
'Solafuente' es una variedad mixta, clasificada como de mesa, también se utiliza en la elaboración de sidra; difundido su cultivo en el pasado por los viveros comerciales y cuyo cultivo en la actualidad se ha reducido a huertos familiares y jardines privados.

## Características
El manzano de la variedad 'Solafuente' tiene un vigor Medio; florece a inicios de mayo; tubo del cáliz estrecho y alargado, rozando el eje del corazón, y con los estambres situados por la mitad.
La variedad de manzana 'Solafuente' tiene un fruto de tamaño medianamente grande o pequeño; forma tronco-cónica, rebajada de un lado, y con contorno irregular; piel levemente grasa; con color de fondo amarillo o verde-amarillo, siendo el color del sobre color granate, importancia del sobre color medio, siendo su reparto en chapa, con chapa granate con pinceladas más oscuras en la zona de insolación, acusa punteado uniforme y abundante de color del fondo, verdoso o ruginoso de color canela, al mismo tiempo placas del mismo tono o suavemente más oscuras, y una sensibilidad al "russeting" (pardeamiento áspero superficial que presentan algunas variedades) muy débil; pedúnculo corto, rozando en algunos frutos el borde de la cavidad, fino y erecto o con ancho engrosamiento en el extremo, anchura de la cavidad peduncular es medianamente amplia, profundidad de la cavidad peduncular de profundidad profunda o poco profunda, bordes ondulado más o menos pronunciado, al mismo tiempo irregular, más levantado de un lado, e importancia del "russeting" en cavidad peduncular muy débil; anchura de la cavidad calicina estrecha o media, profundidad de la cav. calicina profunda, de cubeta muy marcada, y de bordes ondulados y marcando a veces mamelones, con el fondo fruncido, limpio o con leve rugosidad, importancia del "russeting" en cavidad calicina débil; ojo pequeño y cerrado; sépalos compactos en su base, largos, convergentes y algunos vuelven las puntas hacia fuera.
Carne de color crema con tinte amarillo verdoso, sobre todo hacia la epidermis; textura fundente, jugosa; sabor característico de la variedad, leve; corazón pequeño, bulbiforme, centrado. Eje entreabierto o abierto en caverna. Celdas pequeñas o grandes y alargadas, el corte transversal en forma de estrella pequeña y brazos cortos. Semillas irregulares y la mayoría abortadas.
La manzana 'Solafuente' tiene una época de maduración y recolección tardía en el otoño-invierno, se recolecta desde mediados de octubre hasta mediados de noviembre, madura durante el invierno aguanta varios meses más. Tiene uso mixto pues se usa como manzana de mesa fresca, y también como manzana para elaboración de sidra.